# Thomas Welsh
Thomas Clark Welsh (Torrance, 3 febbraio 1996) è un cestista statunitense.

## Carriera
È stato selezionato dai Denver Nuggets al secondo giro del Draft NBA 2018 (58ª scelta assoluta).

## Palmarès

### Squadra
- Campionato belga: 1

Ostenda: 2020-21
- Coppa del Belgio: 1

Ostenda: 2021

### Individuale
- McDonald's All-American Game (2014)